# Kompostskål
Kompostskål (Peziza vesiculosa) är en svampart som beskrevs av Bull. 1790. Kompostskål ingår i släktet Peziza och familjen Pezizaceae.  Arten är reproducerande i Sverige. Inga underarter finns listade i Catalogue of Life.

## Källor

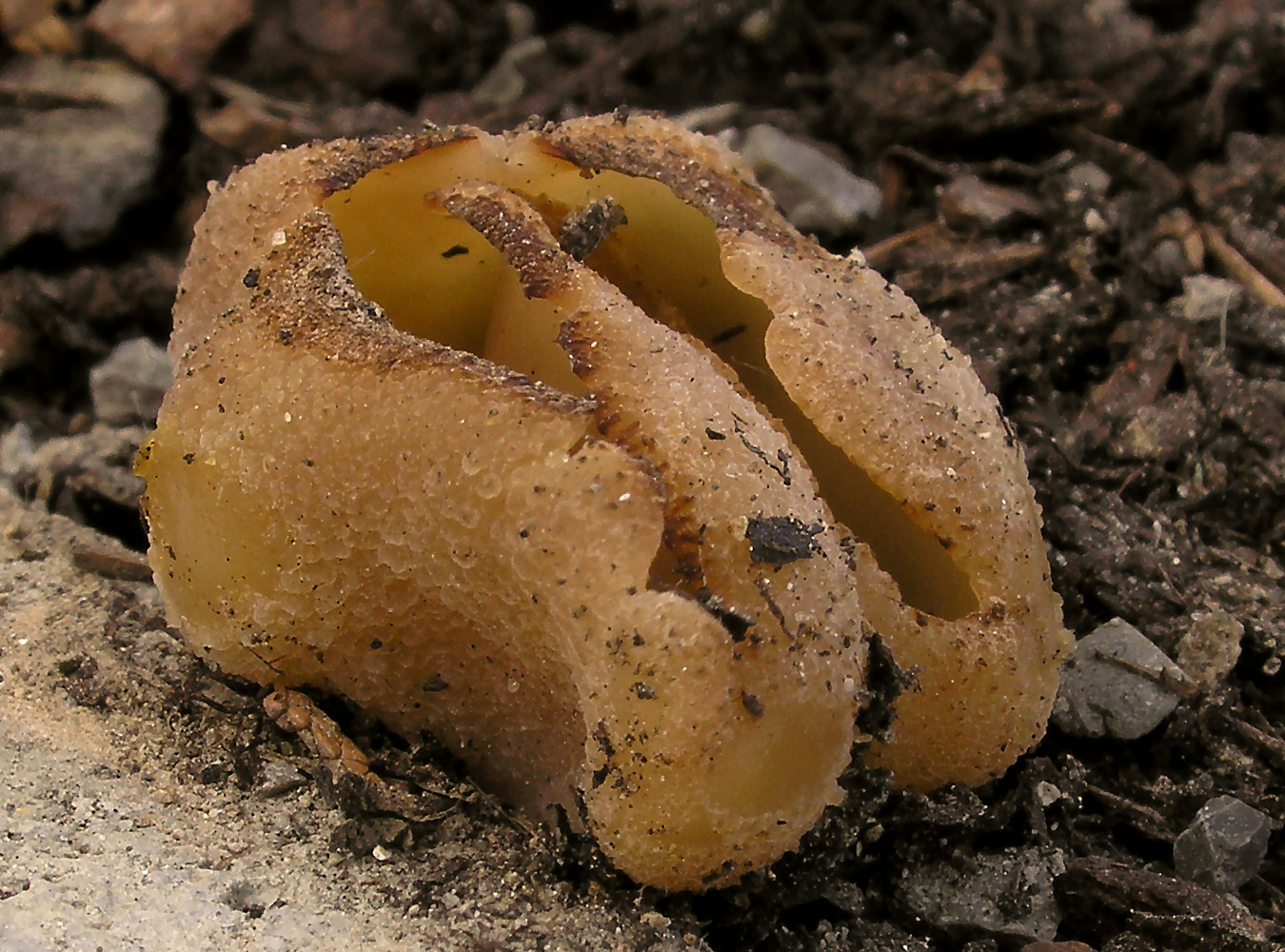
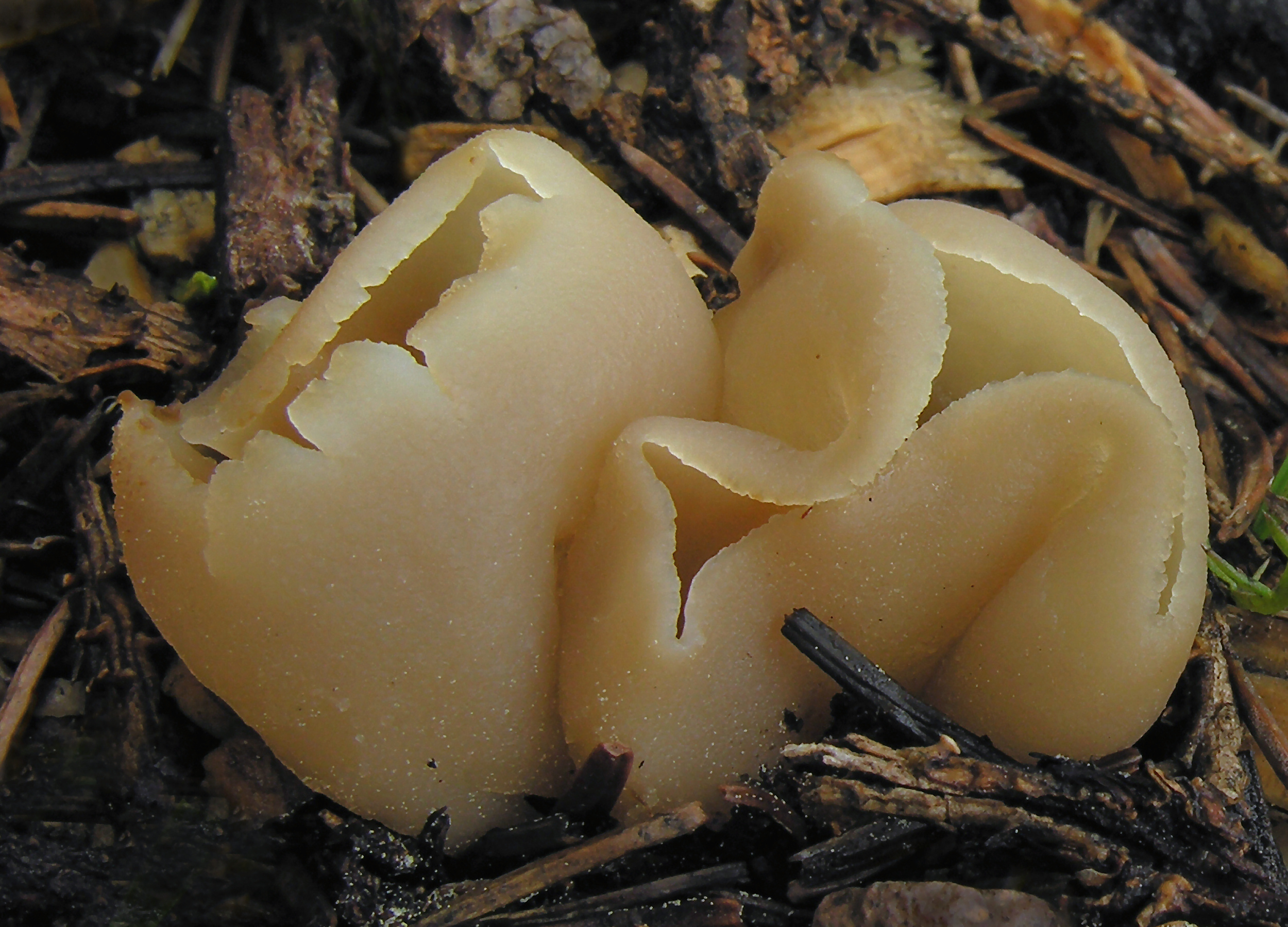
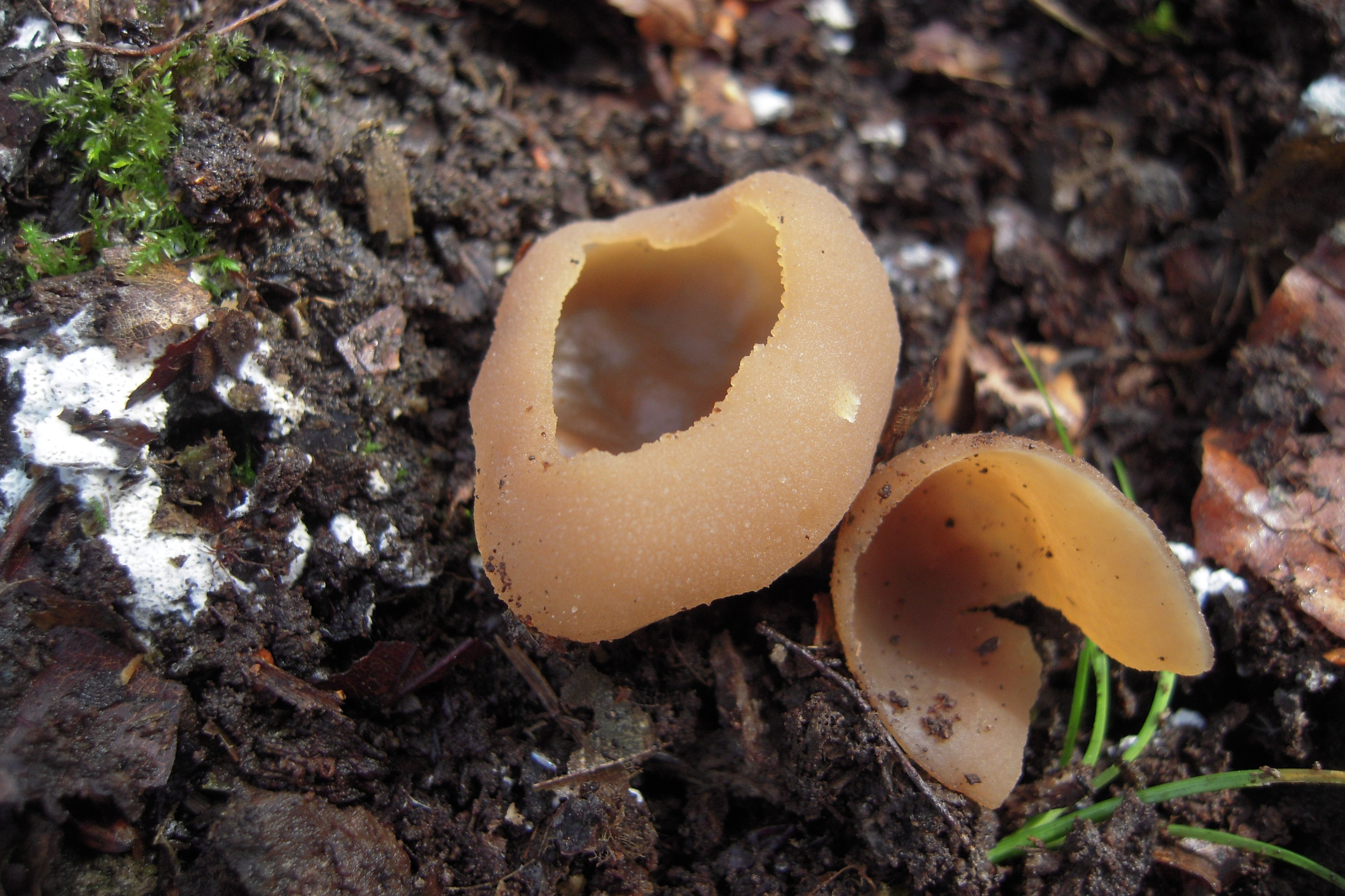